# Rari Nantes Milano
La Rari Nantes Milano è stata una società pallanuotistica di Milano, vincitrice di due campionati italiani.

## Storia
La Rari Nantes Milano nasce a Milano nel 1895 per iniziativa dello scultore Giuseppe Cantù. È, in ordine cronologico, la prima società milanese esclusivamente natatoria, e la terza in tutta Italia, preceduta da Società Romana di Nuoto e Rari Nantes Roma. Nel 1920 vince il suo primo campionato italiano, battendo in finale la Sportiva Sturla. L'impresa si ripete nel 1932 quando nel girone finale si piazza davanti a tutte le altre squadre.

## Palmarès

### Trofei nazionali
- Campionato italiano: 2

1920, 1932

### Onorificenze
- Stella al Merito sportivo

1967